# Protea rubropilosa
Protea rubropilosa är en tvåhjärtbladig växtart som beskrevs av John Stanley Beard. Protea rubropilosa ingår i släktet Protea och familjen Proteaceae. Inga underarter finns listade i Catalogue of Life. Dess blad är en av de få kända källorna till den exotiska sockerarten allos.